# Miętno
Miętno [pronunciación en polaco: /ˈmjɛntnɔ/] es un pueblo en el distrito administrativo de Gmina Siemkowice, dentro del condado de Pajęczno, voivodato de Łódź, en el centro de Polonia.